# Yann Goven
Pour les articles homonymes, voir Goven (homonymie).
Yann Goven est un acteur français de cinéma, de théâtre et de télévision.

## Biographie
Yann Goven a commencé par le théâtre subventionné avec le metteur en scène Étienne Pommeret, puis le théâtre privé avec des pièces comiques, avec des acteurs comme Jean-Pierre Castaldi, puis avec Pierre-François Martin-Laval et Kad et Olivier, avant d'obtenir des rôles au cinéma et à la télévision.

## Filmographie

### Cinéma
- 2000 : De l'histoire ancienne d'Orso Miret : Guy
- 2001 : Martha... Martha de Sandrine Veysset : Reymond
- 2003 : Errance de Damien Odoul : Johnny
- 2003 : Cette femme-là de Guillaume Nicloux : l'ami de Sylvain
- 2003 : La Vie nue de Dominique Boccarossa : Lazare
- 2003 : La Maladie de la mort (court métrage) d'Asa Mader : voix
- 2004 : Les étrangers (court métrage) d'Eskil Vogt :
- 2004 : Le Serment (court métrage) de Virginia Bach : Jacques Morel
- 2005 : La Maison de Nina de Richard Dembo : Bomze
- 2009 : Là-bas (court métrage) de Sylvain Desclous : Lilian
- 2010 : Do Eleplants Pray ? de Paul Hills : Breton Hunter (scènes coupées)
- 2010 : Le Nom des gens de Michel Leclerc : le pianiste
- 2012 : Ab Irato, sous l'empire de la colère de Dominique Boccarossa
- 2014 : Un voyage de Samuel Benchetrit : Daniel
- 2014 : Loin des hommes de David Oelhoffen : René
- 2015 : Mon roi de Maiwenn : Jean
- 2018 : Frères ennemis de David Oelhoffen : Fernandez
- 2022 : Simone, le voyage du siècle d'Olivier Dahan : le sous-directeur prison Orléansville
- 2023 : Les Derniers hommes de David Oelhoffen : Sorbonne
- 2024 : Le Fantôme d'Armen (court métrage) d'Anthony Le Brun : le gardien

### Télévision
- 2009 : Reporters (série télévisée), saison 2, 3 épisodes : Johnny
- 2009 : Diane, femme flic (série télévisée), saison 6, épisode 2 Sans haine ni violence de  Manuel Boursinhac : le pompiste
- 2009 : Suite noire (série télévisée), épisode On achève bien les disc-jockeys d'Orso Miret : Dorcel
- 2009-2017 : Un village français (série télévisée) : Max
- 2015 : Les Fusillés (téléfilm) de Philippe Triboit
- 2016-2017 : Glacé (mini-série télévisée) de Laurent Herbiet : Ben McFinley

## Théâtre
- 1993 : Léonce et Léna
- 1995 : Le Dernier grand sacrifice
- 1995 : Mardi
- 1997 : La Nuit du Titanic
- 1999 : Capri c'est pas fini
- 2000 : Escurial
- 2004 : Le Roi des papas
- 2012 : Le Journal d'Anne Frank (adaptation d'Éric-Emmanuel Schmitt)